# Germano Lanino
Germano Lanino (Vercelli, 5 dicembre 1911 – Vercelli, 31 ottobre 1988) è stato un calciatore italiano, di ruolo terzino.

## Carriera
Nato a Vercelli, trascorse la quasi totalità della sua carriera agonistica nella squadra della sua città, la Pro Vercelli, tranne una breve parentesi al Genova 1893 nella stagione 1936-1937.
Vanta 123 partite in Serie A, di cui 3 con la maglia del Genova 1893.

## Palmarès

### Club

#### Competizioni nazionali
- Coppa Italia: 1

Genova 1893: 1936-1937